# Mtiniko
Mtiniko ist ein Verwaltungsbezirk (Ward) des Distrikts Nanyamba Town Council in der tansanischen Region Mtwara.

## Geografie
Mtiniko liegt im Südosten von Tansania etwa 40 Kilometer Luftlinie südwestlich der Regionshauptstadt Mtwara und 10 Kilometer von Mosambik entfernt. Der Bezirk grenzt im Norden an Dihimba, im Nordosten an Nanguruwe, im Osten an Chawi, im Südosten an Kiromba, im Süden an Kiyanga und im Westen an Mtimbwilimbwi. Bei der Volkszählung 2022 lebten 9372 Menschen in 2632 Haushalten auf einer Fläche von 162 Quadratkilometern.

## Gliederung
Der Bezirk besteht aus sieben Gemeinden (Mtaa) mit 24 Orten (Kitongoji):
| Mtiniko - Sokoni - Ligula - Maendeleo | Maili - Maili - Umoja - Mbezi - Amani | Malamba - Dodoma - Bagidadi - Sokoni | Maranje - Mdenga - Majengo - Matunguru A - Mnou | Tulia - Matunguru B - Chitumba - Mpangapanga - Nakahindili | Mnivata - Mnivata Mjini - Nahyuvi - Majengo | Mkulanga - Majengo - Jangwani - Mshikamano |

## Infrastruktur
- Bildung: Im Jahr 2023 wurde mit dem Bau einer weiterführenden Schule begonnen.[8]
- Gesundheit: In den Gemeinden Mtiniko[9] und Maranje[10] befindet sich je eine staatliche Apotheke.
- Verkehr: Durch den Bezirk verläuft die Regionalstraße R879, die nach Osten bis Mtwara asphaltiert ist. Der Bereich nach Westen bis Nanyamba ist eine Naturstraße.[11]